# Odilon Polleunis
Odilon Polleunis (Sint-Truiden, 1 mei 1943 – aldaar, 20 september 2023) was een Belgische voetballer. Hij speelde het grootste deel van zijn carrière bij STVV. Hij won in 1968 de Belgische Gouden Schoen en kwam ook uit voor de nationale ploeg. Hij speelde ook voor RWDM. Met die club werd hij in 1975 landskampioen.

## Voetbalcarrière
Polleunis speelde bij Sint-Truiden van 1962 tot 1973. In 1968 won hij als enige Sint-Truidense VV-speler ooit de Gouden Schoen. Op 7 april 1968 werd hij ook een eerste maal voor de nationale ploeg geselecteerd; België won toen met 2-1 van Nederland. Polleunis zou zeven maal scoren in zijn eerste vijf wedstrijden voor de Rode Duivels, waaronder een hattrick tegen Finland en twee doelpunten tegen Joegoslavië in de Wereldbeker-voorrondes van 1968. Op de Wereldbeker van 1970 in Mexico viel hij in in de wedstrijd tegen El Salvador die België won. In de wedstrijd tegen Mexico stond hij in het basiselftal als vervanger van Raoul Lambert. Hij speelde uiteindelijk tussen 1968 en 1975 in totaal 22 wedstrijden voor de nationale ploeg, waarin hij 10 doelpunten maakte.
In 1973, na meer dan tien jaar bij Sint-Truiden, verhuisde hij naar RWDM, dat in 1974/75 landskampioen werd. In 1976 ten slotte ging hij nog voor tweedeklasser SK Tongeren spelen. Na een omkoopschandaal met Patro Eisden werd hij geschorst en stopte hij met voetballen. In de Belgische Eerste Klasse speelde Polleunis 353 wedstrijden en scoorde hij 106 keer.
Zijn vader Antoine Polleunis speelde 21 seizoenen bij Sint-Truidense VV, en ook nonkel Theodorus Polleunis, dus het voetballen zat in het bloed bij de familie.
In de nacht van 20 september 2023 overleed Polleunis aan de gevolgen van hartfalen.

## Palmares

### Speler
RWD Molenbeek
- Eerste Klasse: 1974–75
- Trofee Jules Pappaert: 1975
- Amsterdam Tournament: 1975

### Individueel
- Gouden Schoen: 1968

### Internationaal
- UEFA Europees Kampioenschap: Derde plaats: 1972